# Pterula navicula
Pterula navicula är en svampart som beskrevs av Corner 1952. Pterula navicula ingår i släktet Pterula och familjen mattsvampar.   Inga underarter finns listade i Catalogue of Life.